# High Line (New York)

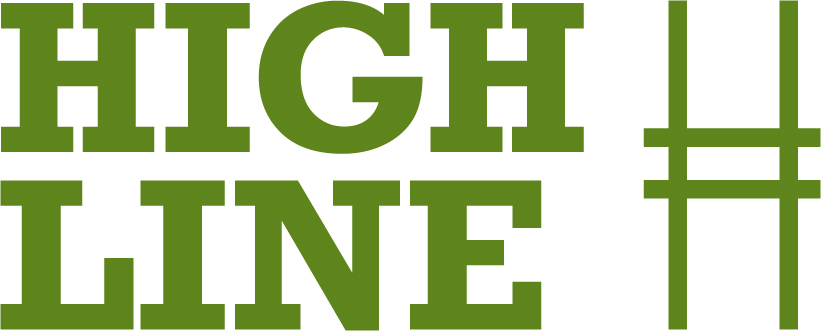
Logo der „Friends of the H L“

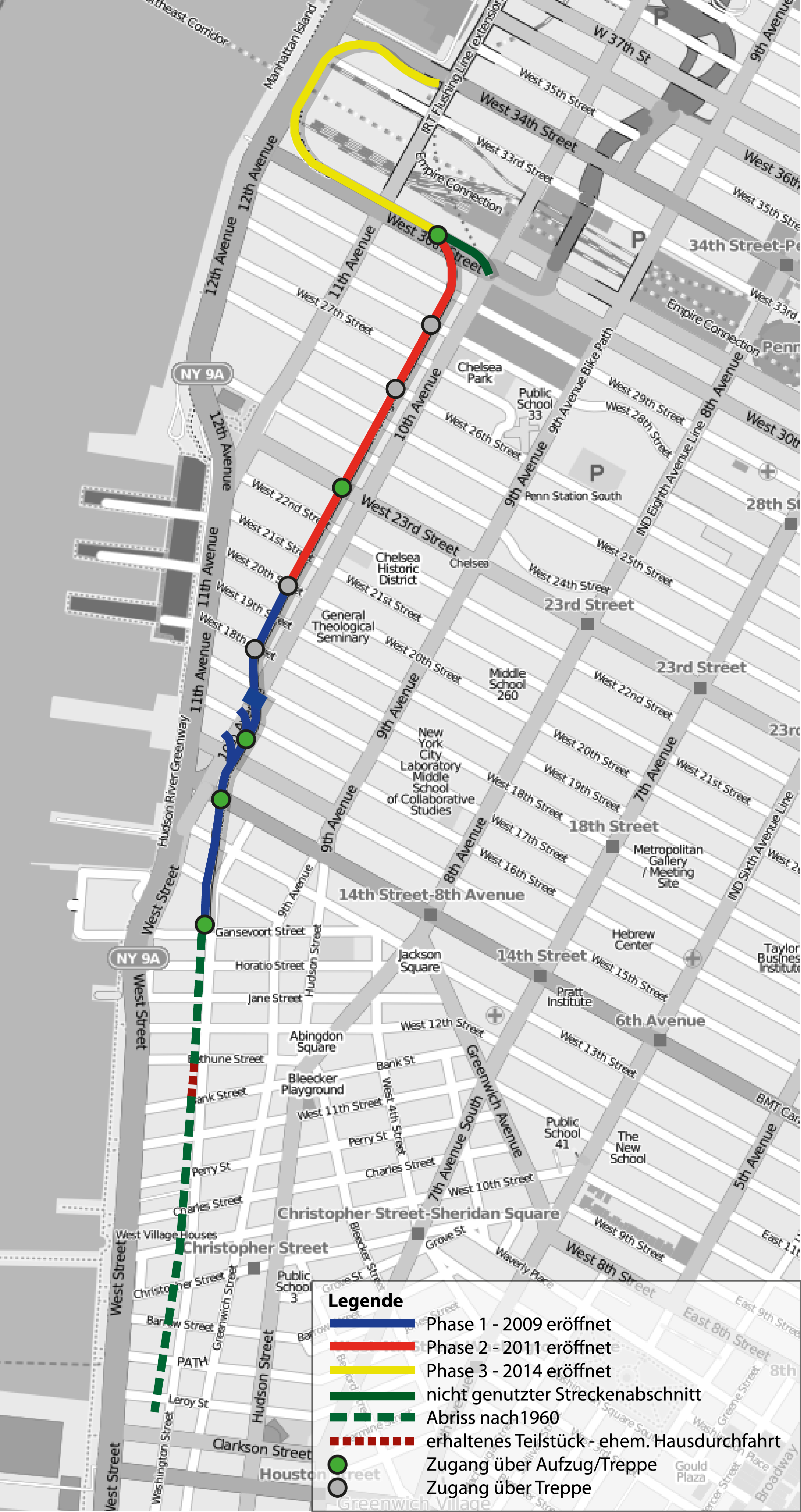
Karte der High Line
(Stand: September 2014)

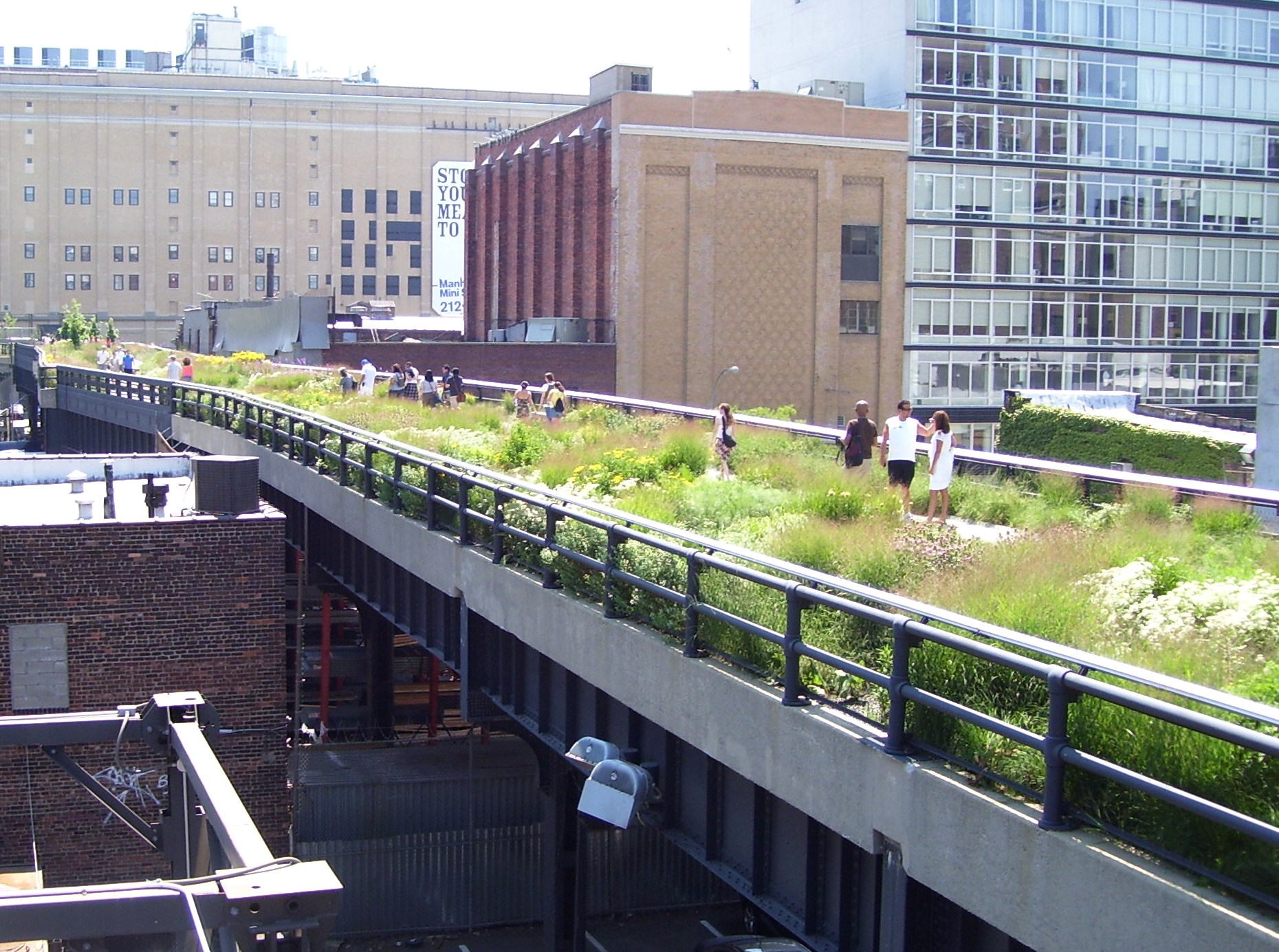
Die zur Parkanlage umgestaltete High Line an der West 20th Street

Die High Line ist eine 2,6 Kilometer lange und 7,5 Meter über dem Boden liegende, nicht mehr als solche genutzte Güterzugtrasse im Westen von Manhattan, die von 2006 bis 2023 zu einer Parkanlage, dem High Line Park, umgebaut wurde. Sie führt durch die Stadtteile Meatpacking District und Chelsea. Der erste Abschnitt wurde im Juni 2009 der Öffentlichkeit übergeben. Der zweite Abschnitt des Parks von der 20th bis zur 30th Street wurde 2012 eröffnet. Am 21. September 2014 folgte Abschnitt 3 bei den Rail Yards von der 30th bis zur 34th Street sowie 10th Avenue und 12th Avenue und der Abzweig „The Spur“ am 5. Juni 2019. Die Fertigstellung der beschlossenen Verbindung zu der nur zwei Blocks entfernten Moynihan Train Hall, die am 1. Januar 2021 öffnete, fand am 22. Juni 2023 statt.
Anders als das restliche Hochbahnnetz von New York City wurde die High Line nicht für den Personenverkehr erbaut, sondern als Streckenabschnitt der West Side Freight Line für den Güterverkehr. Der erhaltene Teil des Hochbahn-Viaduktes führt von der West 34th Street in Hell’s Kitchen bis zur Gansevoort Street im Meatpacking District.
Er wird von circa sieben Millionen Besuchern jährlich besucht.

## Geschichte

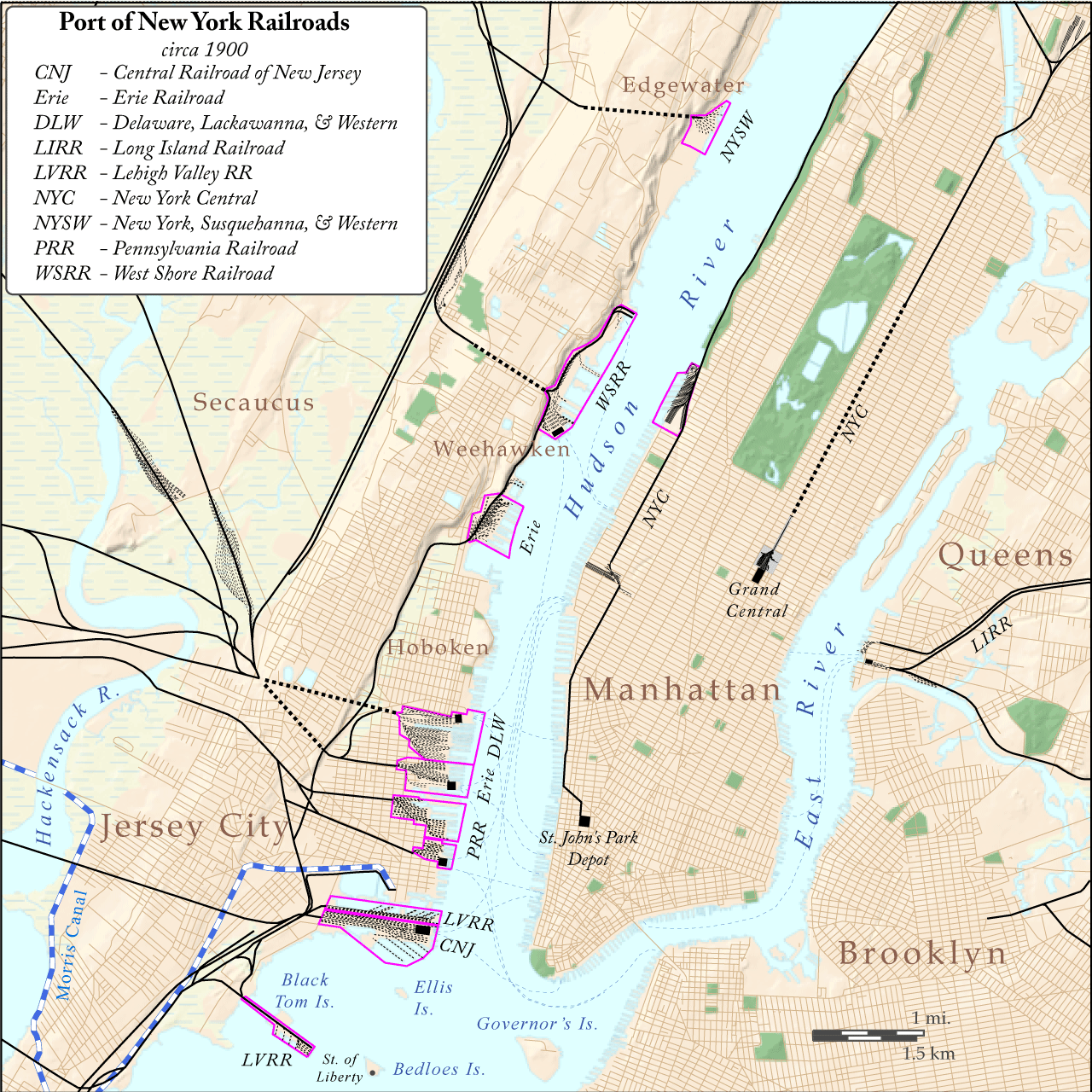
Linienführung um 1900

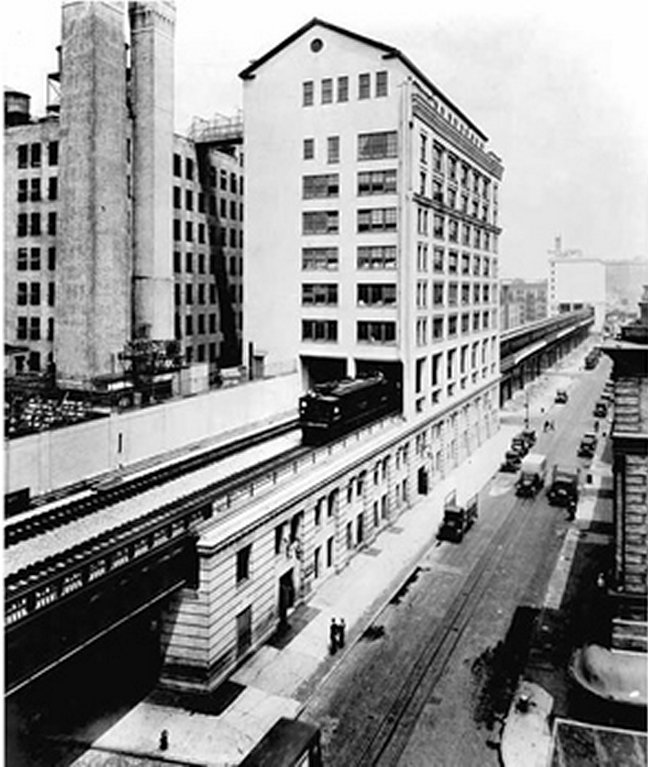
Die High Line im Jahr 1936 – Zugdurchquerung des Bell Laboratories Building

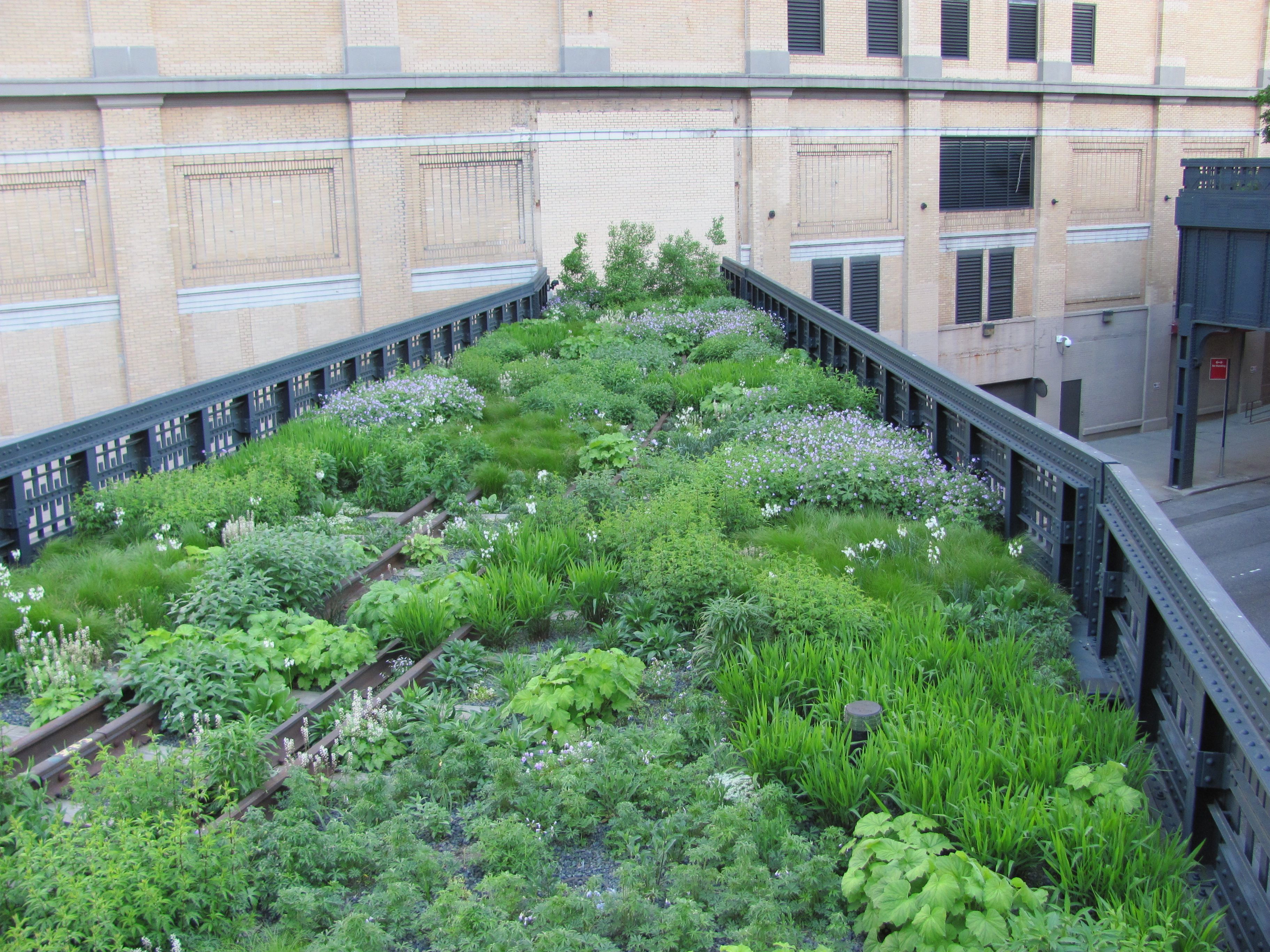
Gleisanschluss in das ehemalige Merchants Refrigerating Company Warehouse, heute vermauert

Der Meatpacking District, ein Gewerbegebiet im Westen von Manhattan in Sichtweite des Hudson Rivers, wurde seit 1847 durch die Eisenbahntrasse der West Side Freight Line erschlossen, die auf der 10th Avenue von der 35th Street bis zur Chambers Street (Kreuzung zur Hudson Street) führte. 1868 wurde ein Endbahnhof am St. John’s Park, der sogenannte St. John’s Park Terminal, eröffnet – der südlichste Abschnitt, vom St. John’s Park bis zur Chambers Street wurde daraufhin stillgelegt.
Der Verkehr der Güterzüge der West Side Line auf einer Straße führte zu zahlreichen Unfällen mit Fußgängern und Fahrzeugen, was der 10th Avenue den Namen der Death Avenue einbrachte. Die New York Central Railroad, die Stadt und der Staat New York einigten sich deshalb 1929 im Rahmen eines Stadterneuerungsprogramms darauf, die Strecke durch eine Hochbahnstraße – die heute so genannte High Line – zu ersetzen.
1932 wurde die High Line in Betrieb genommen. Die Erschließung der Industriebetriebe in West Chelsea und des Meatpacking-Distrikts erfolgte durch Gebäudeanschlüsse im zweiten beziehungsweise dritten Obergeschoss der Fabriken und Lagerhäuser. Der Endbahnhof und Depot der High Line lag zwischen Clarkson Street und Spring Street, und der Name St. John’s Park Terminal wurde auch für das neue Terminal verwendet.
In den 1950er Jahren ging die Nachfrage nach Schienenanschlüssen durch die Fabriken und Fleischereibetriebe zurück, weil sich durch den starken Ausbau des Highway-Netzes der Güterverkehr immer mehr auf Lastkraftwagen verlagerte, zum anderen die Industriebetriebe das Gebiet verließen. In den 1960er Jahren wurde der südliche Abschnitt der High Line zwischen Gansevoort Street und Clarkson Street abgerissen. Vom südlichen Abschnitt blieben nur das St. John’s Park Terminal sowie zwischen Bethune- und Bank Street am ehemaligen Sitz der Bell Telephone Laboratories ein kurzes Teilstück durch das Gebäude erhalten – das Gebäude beherbergt inzwischen die Westbeth Artists Community. Der letzte Zug auf der High Line verkehrte im Herbst 1980 und war mit gefrorenen Truthähnen beladen.
Seit der Umgestaltung zur Parkanlage (siehe unten) ist der Bereich beiderseits der Trasse ein bevorzugter Ort für Unternehmen, insbesondere der Kreativbranche geworden. Diverse Gebäude zu beiden Seiten wurden oder werden restauriert und als hochwertiger (Wohn-)Raum in bevorzugter Lage vermarktet.

## Umgestaltung zur Parkanlage

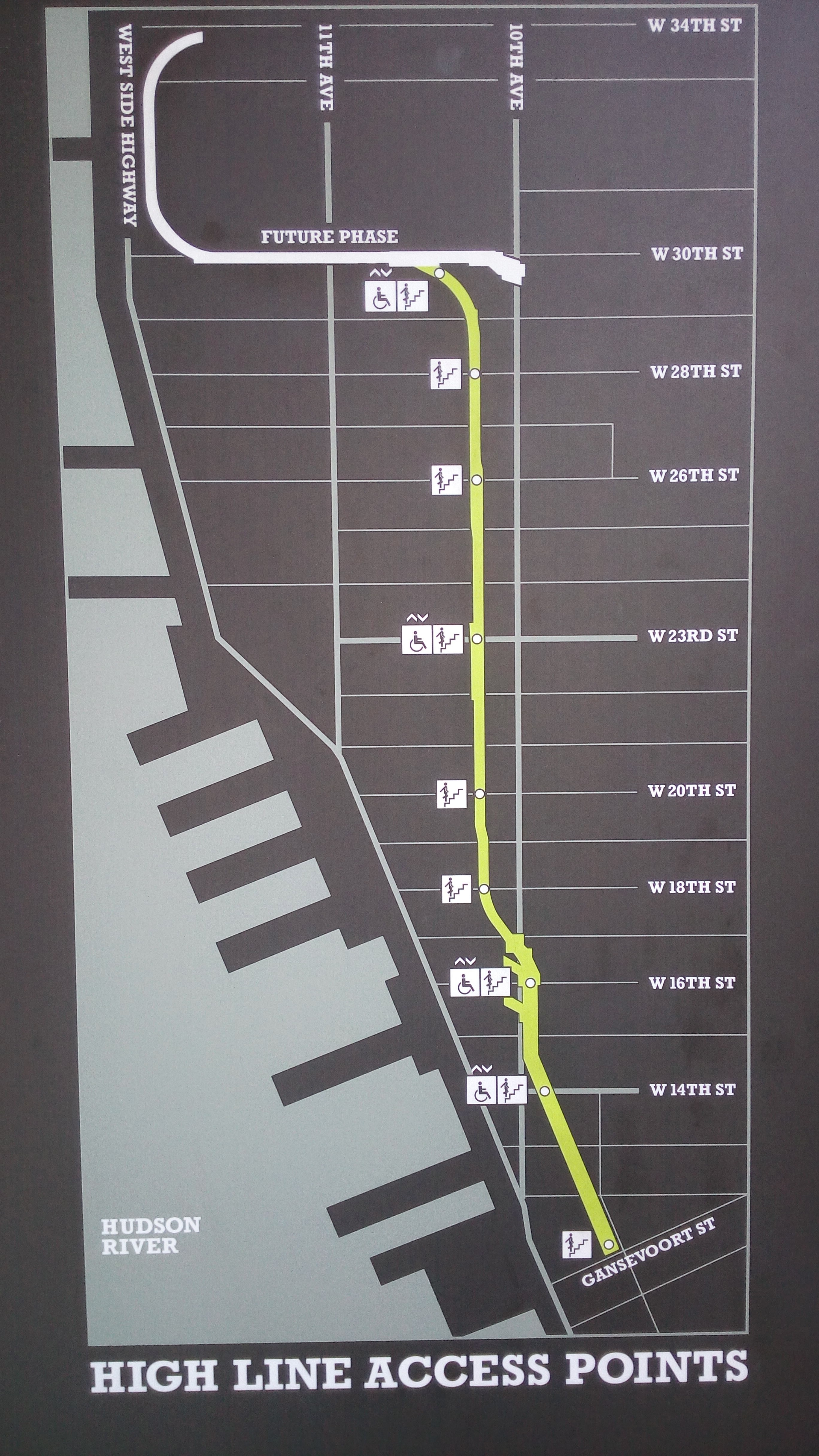
Karte mit Zugangspunkten (Access points) vor der Eröffnung des letzten, nördlichen Teilabschnittes 2014.
(Karte nicht aktuell)

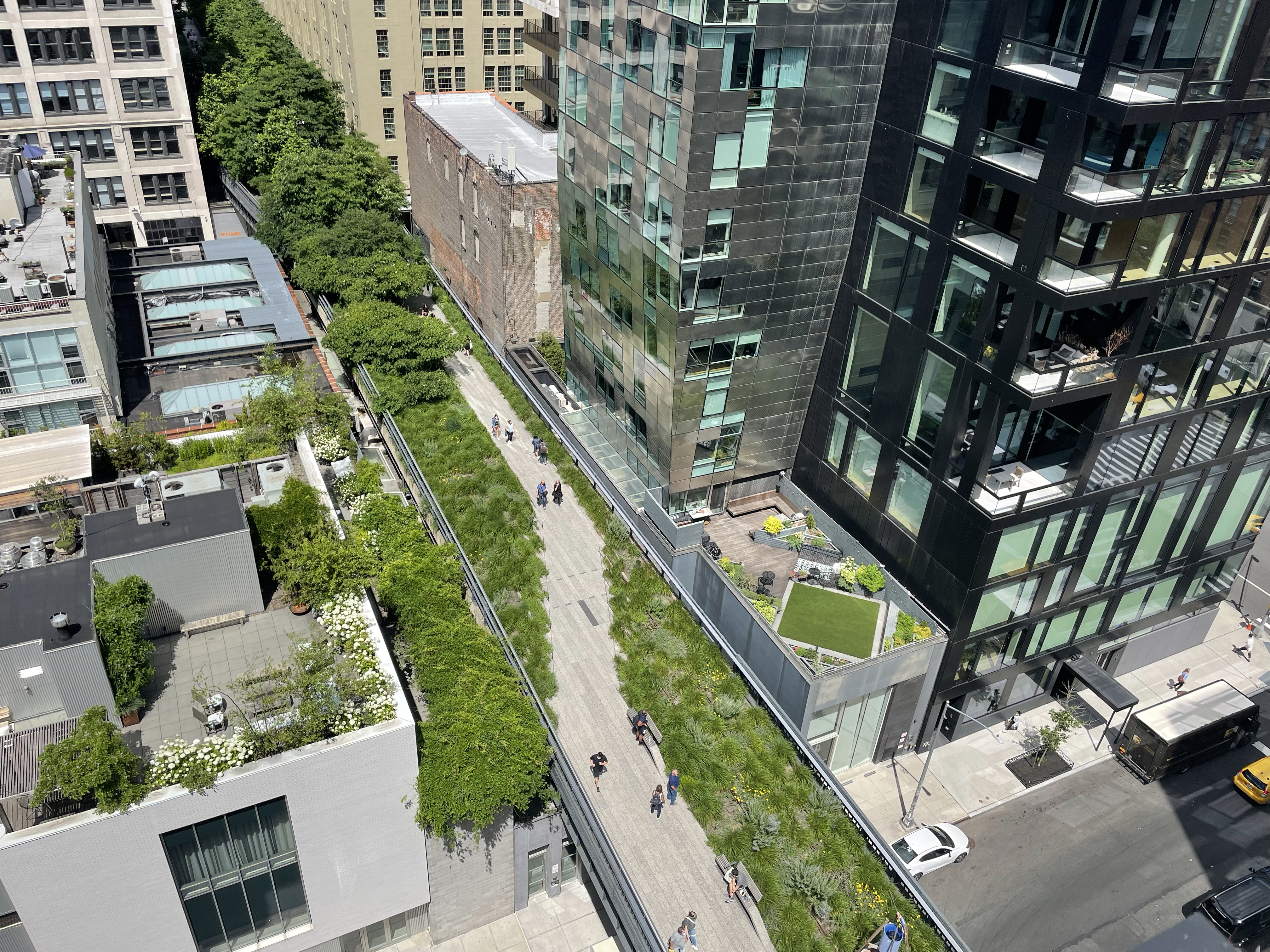
Ein Abschnitt der High Line

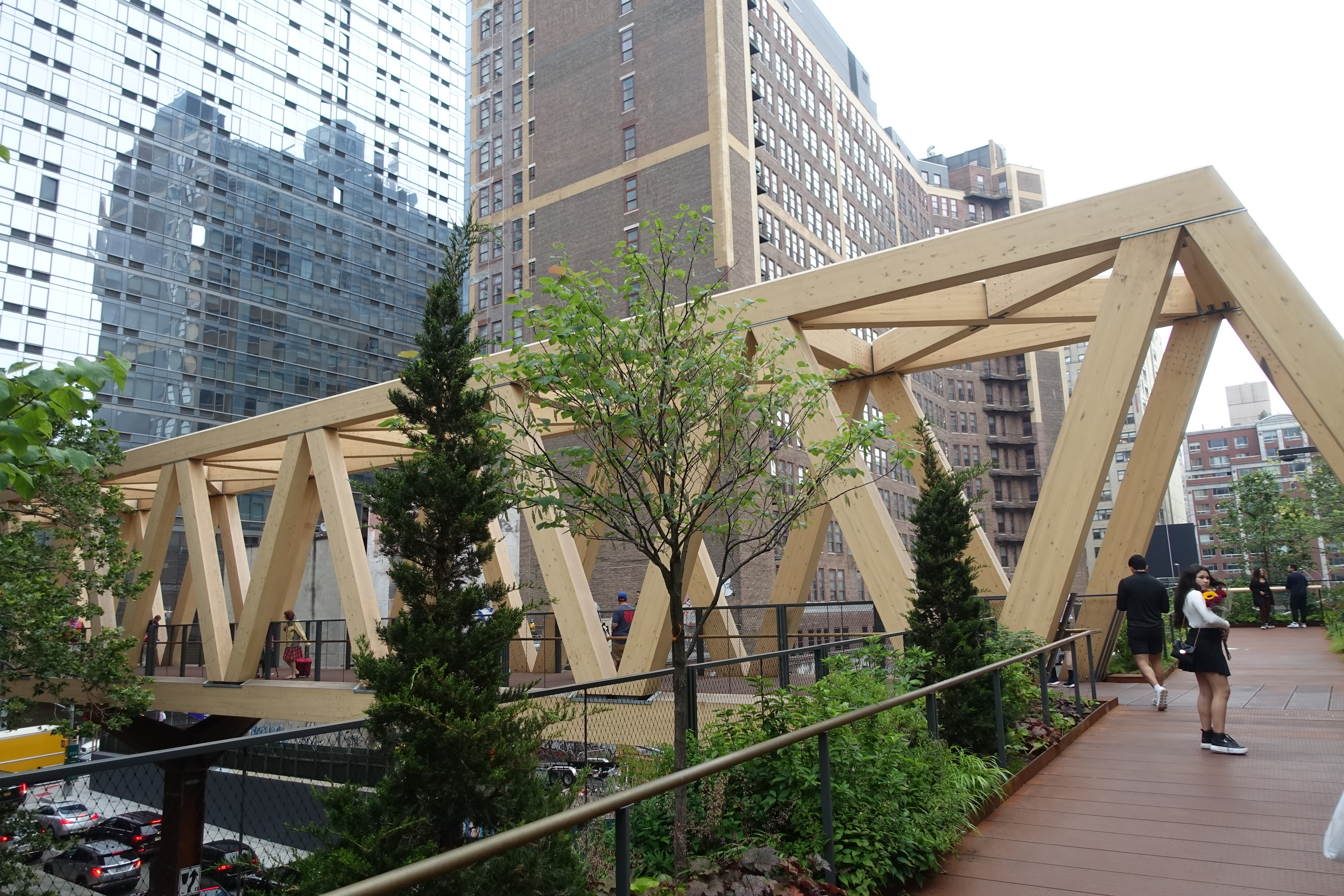
Der Moynihan Connector mit der Woodland und Timber Bridge

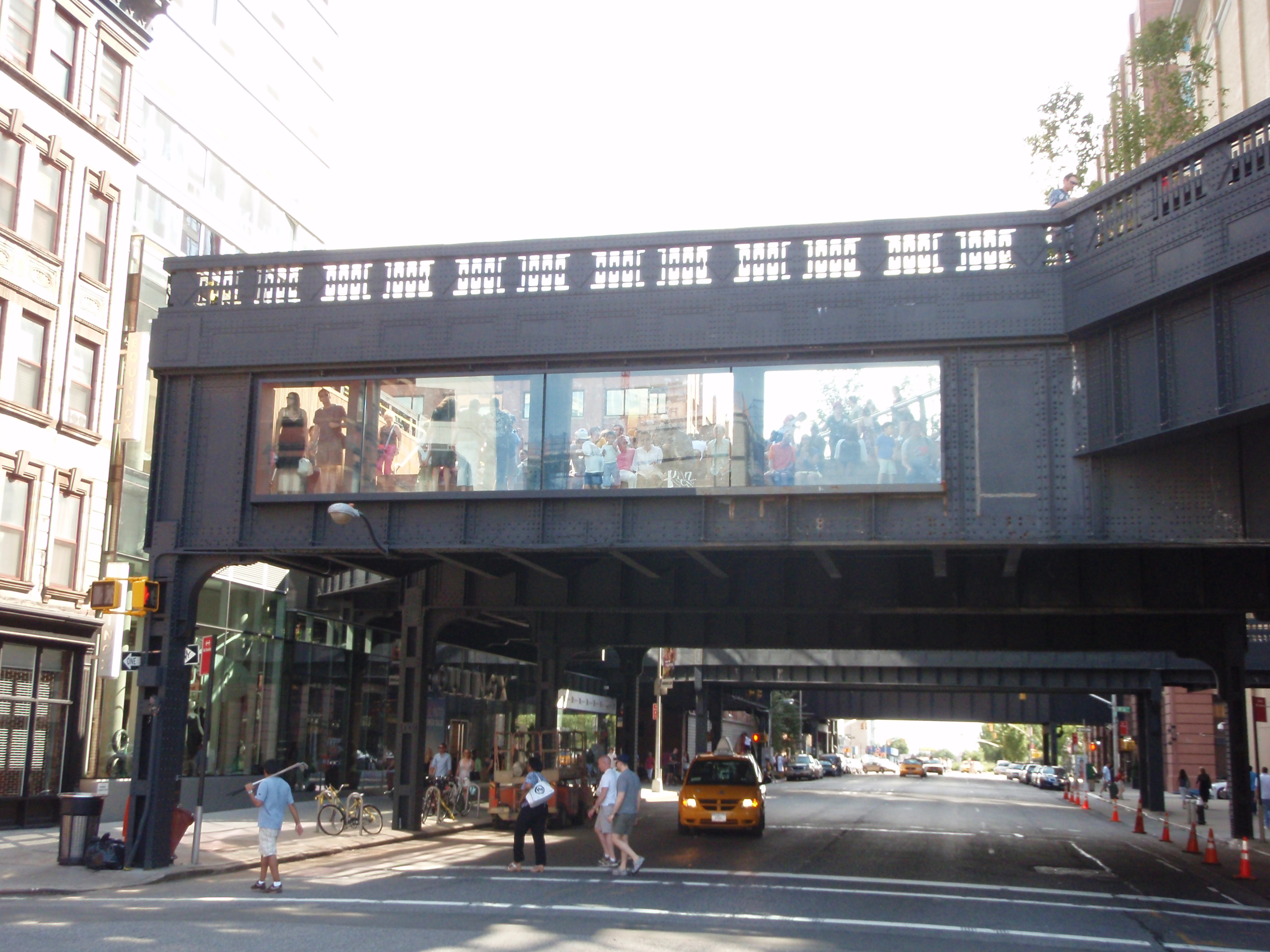
Observationsdeck der High Line über der 10th Avenue nahe dem Chelsea Market
Hausdurchfahrt der High Line durch den Hotelneubau des „Standard“ (New York)
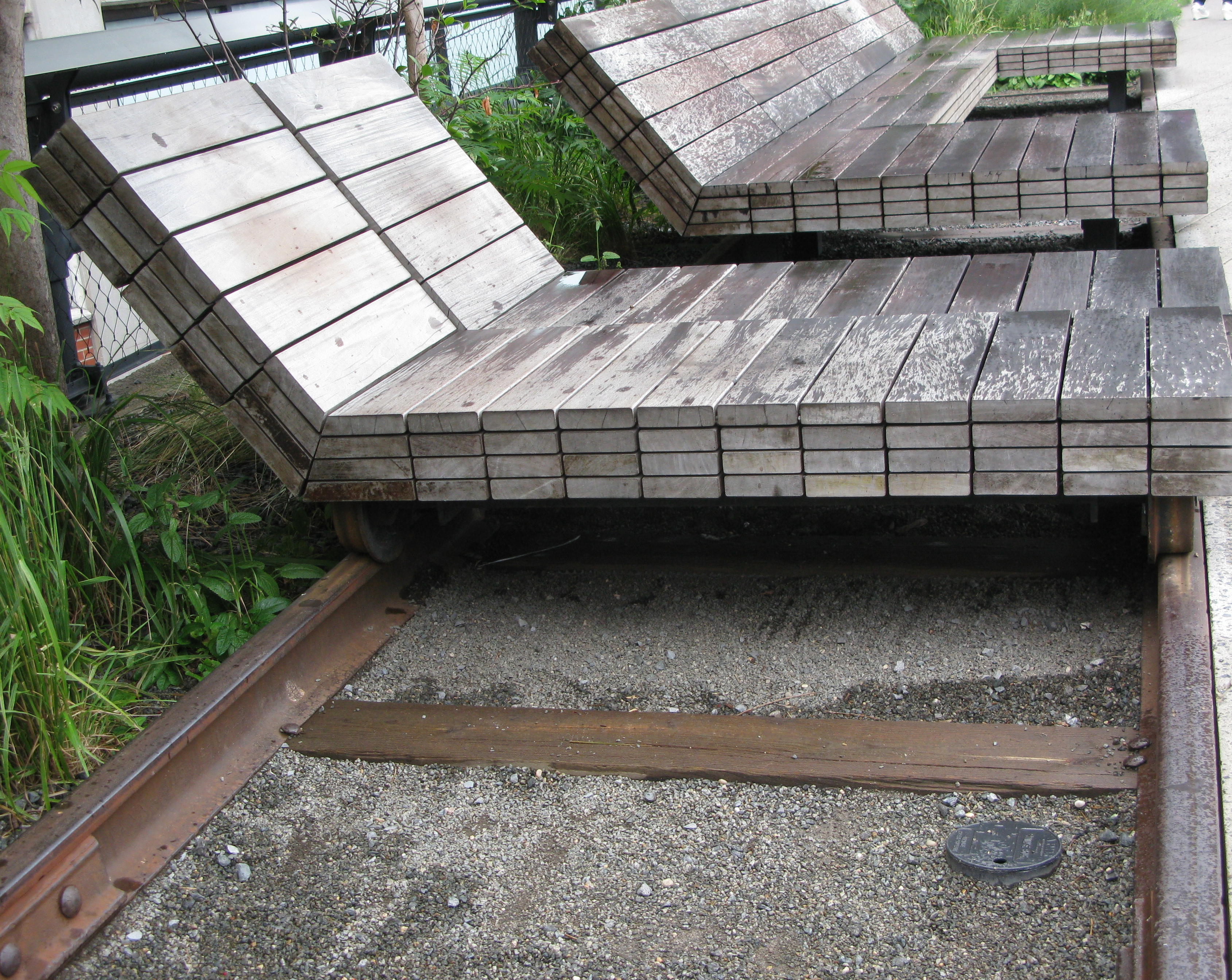
Holzbänke auf den alten Gleisen der High Line
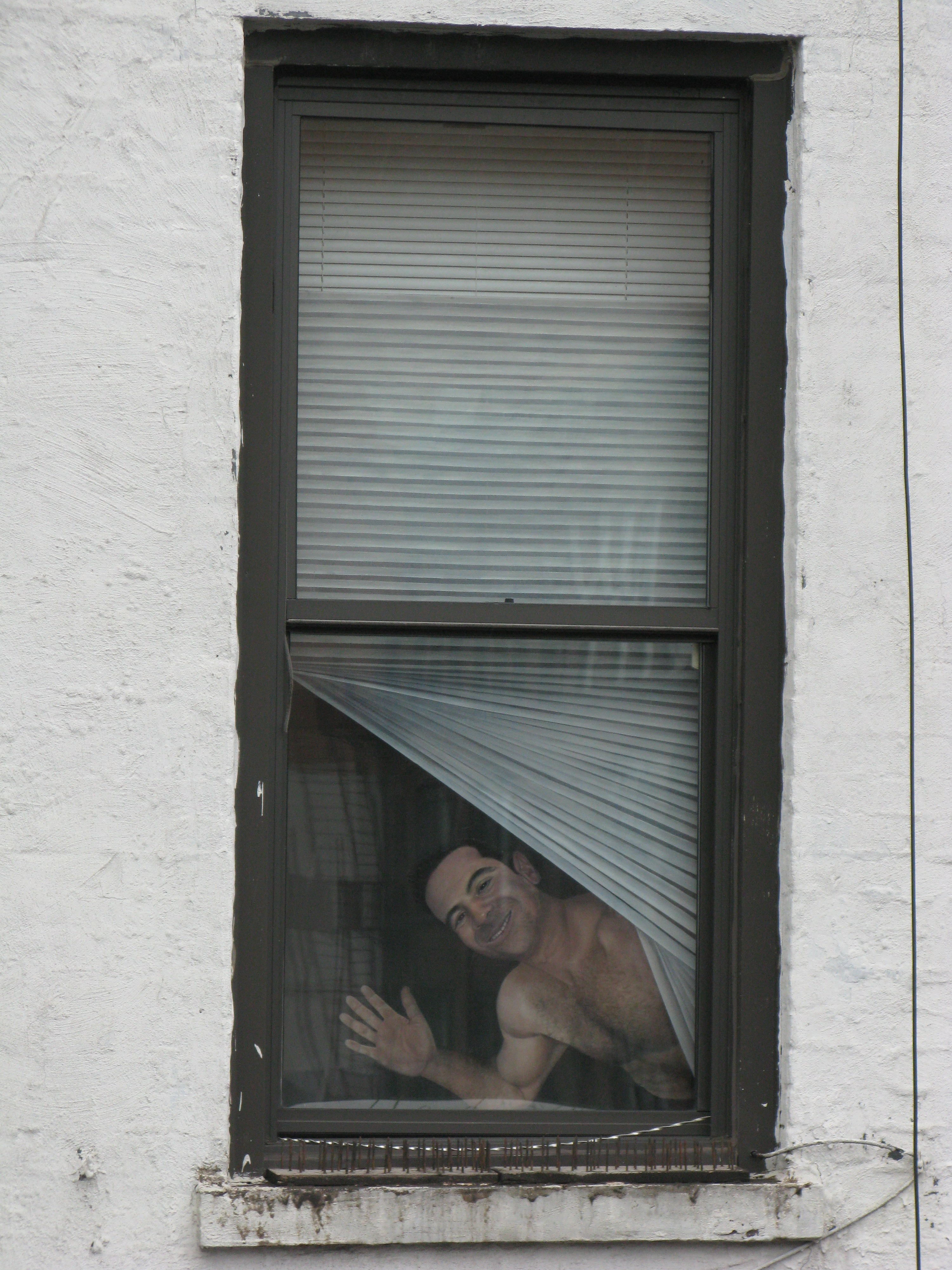
Dauer-Kunstwerk auf der Innenseite eines Fensters östlich der Trasse
Mural Art westlich der High Line zwischen W 28th und W 29th St
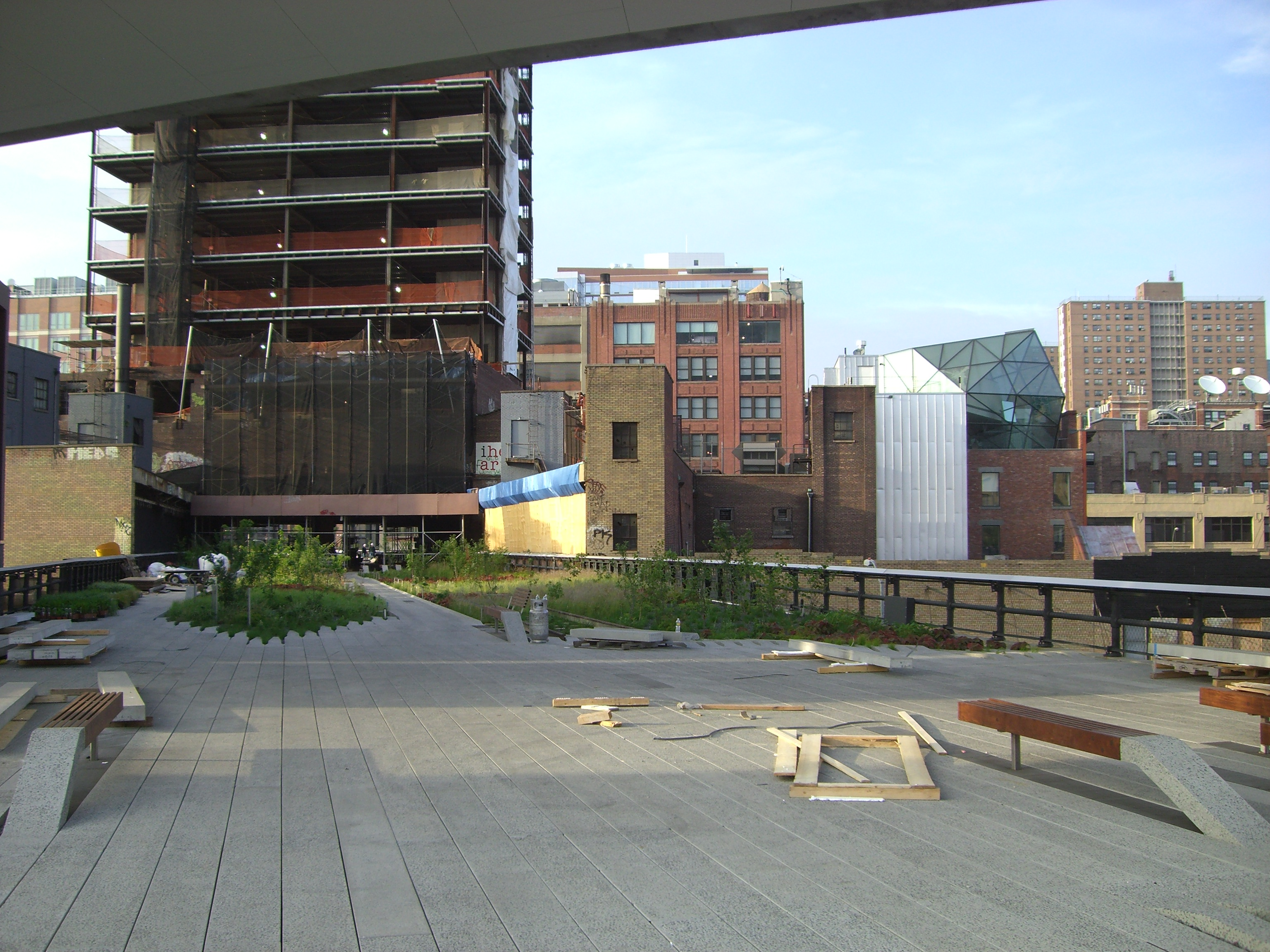
High Line Park, Baustelle Mai 2009 unter dem Standard Hotel

1991 wurde ein Abschnitt über fünf Häuserblocks am südlichen Ende der High Line abgerissen, so dass heute nur noch ein Streckenrest zwischen der West 34th Street (im Norden) in der Nähe des Javits Center und der Gansevoort Street im West Village steht. Ansässige Unternehmer wollten die High Line abreißen, um Bauflächen zu gewinnen. Eine Abrissgenehmigung der Stadtverwaltung lag bereits vor, als 1999 von Anwohnern die Initiative Friends of the High Line zum Erhalt des Bauwerks gegründet wurde.
Nachdem der Abriss abgewendet war, wurde von der Initiative als Nachnutzung die Anlage eines öffentlichen Parkes auf der aufgeständerten Trasse vorgeschlagen. Als Vorbild diente dabei die Anfang der 1990er Jahre geschaffene Promenade plantée im 12. Arrondissement von Paris vom Place de la Bastille bis zum Boulevard périphérique. Dieses Konzept fand unter den Anwohnern, Architekten, Stadt- und Landschaftsplanern sowie Künstlern (zum Beispiel den Schauspielern Edward Norton und Kevin Bacon oder der Modedesignerin Diane von Fürstenberg) viele Unterstützer. So stimmte die Stadt New York 2004 zu, für 50 Millionen US-Dollar eine Parkanlage zu errichten.
Das Projekt besteht aus drei Bauabschnitten. Am 10. April 2006 setzte Bürgermeister Michael Bloomberg den symbolischen ersten Spatenstich. Der erste Bauabschnitt reichte von der Gansevoort Street zur West 20th Street. Unter anderem an der Gestaltung beteiligt war das Büro Diller + Scofidio, der Pflanzplan stammt von dem Niederländer Piet Oudolf. Zur Gestaltung des Parks wurden überwiegend Pflanzenarten gewählt, die zuvor als Ruderalvegetation von der aufgelassenen Bahnanlage Besitz ergriffen hatten. Der erste Abschnitt des Parks wurde am 8. Juni 2009 der Öffentlichkeit zugänglich gemacht (Öffnungszeit täglich 7–22 Uhr). Die Zeitschrift Wallpaper verlieh dem neuen Park den Titel „Life Enhancer of the Year“ (Lebensverbesserer des Jahres).
Die Arbeiten am zweiten Abschnitt von der West 20th bis zur West 30th Street wurden direkt im Anschluss begonnen. Die Kosten wurden auf 152 Millionen US-Dollar (damals rund 110 Millionen Euro) veranschlagt. Etwa 70 Prozent der Baukosten sollten durch Spenden, die die Friends of the High Line organisieren, aufgebracht werden. Die Friends of the High Line haben auch den Unterhalt der Anlage übernommen. Dieser Abschnitt wurde im Beisein verschiedener politisch Verantwortlicher, unter anderem dem New Yorker Bürgermeister Michael Bloomberg, am 7. Juni 2011 eingeweiht. Seit dem 8. Juni ist der Bauabschnitt für die Öffentlichkeit über Zugänge von der 23rd, 26th, 28th und 30th Street zugänglich.
Der Spatenstich für den dritten und nördlichsten Bauabschnitt (Sektion 3) mit dem Namen High Line at the Rail Yards von der 30th bis zur 34th Street fand am 20. September 2012 statt. Eröffnet wurde dieser Parkteil am 21. September 2014.
2019 wurde eine kurze Abzweigung ostwärts mit der Bezeichnung „The Spur“, welche die 10th Avenue überbrückt, im Norden der High Line als Teil der dritten Sektion eröffnet. Hier werden alle 18 Monate wechselnd Kunstwerke ausgestellt. Als erstes Kunstwerk wurde Brick House, die fast 5 m hohe Büste einer afroamerikanischen Frau von Simone Leigh, USA gezeigt. Als zweites folgte im Juni 2021 (geplant: bis August 2022) Untitled (Drone), eine große militärische Drohne des US-Künstlers Sam Durant, fast 8 m hoch aufgeständert auf der High Line, wo sie die 10th Avenue auf einer Stahl-Balkenbrücke überquert, und daher von weitem zu sehen. Von Mai 2023 bis Herbst 2024 steht hier ein acht Meter hoher in Rot- und Rosatönen bemalter künstlicher Baum mit kahlen Ästen; die Skulptur mit dem Titel „Old Tree“ ist ein Werk der Schweizer Künstlerin Pamela Rosenkranz.
Am 22. Juni 2023 wurde mit dem 180 m langen High Line-Moynihan Connector ein neuer Abschnitt an der Sektion 3 eröffnet. Dieser verbindet die High Line mit der Moynihan Train Hall, einem Teil der New York Pennsylvania Station, und kostete 50 Millionen US-Dollar. Der Moynihan Connector zweigt von der „The Spur“ an der Tenth Avenue ab und führt mit dem ersten Teilabschnitt „Woodland Bridge“ entlang der West 30th Street bis zur Dyer Avenue. Von dort führt der zweite Teilabschnitt über die Holzfachwerkbrücke „Timber Bridge“ nordwärts in den Hochhauskomplex Manhattan West, durch den man bis zur 9th Avenue und der Moynihan Train Hall gelangt.
Die High Line ist mit Stand Juni 2021 2,7 km lang.

## Auszeichnung
Die High Line erhielt 2010 den „Internationaler EGHN-Preis“ des European Garden Heritage Network.

## Vorbildfunktion für weitere Projekte
Der High Line Park war bzw. ist Vorbild für einige ähnliche Projekte:
- die Petite Ceinture in Paris[16]
- „Linear Landscapes“, auf der Zulaufstrecke des ehemaligen Nordwestbahnhofs im 20. Wiener Gemeindebezirk Brigittenau[17]
- „High Line Park Vienna“, die ehemalige Trasse der Wiener Dampfstadtbahn beziehungsweise der Wiener Elektrischen Stadtbahn in Wien-Heiligenstadt[18]
- die geplante „Garden Bridge over the Thames“ von Thomas Heatherwick, dem Designer des Britischen Shanghai Expo Pavillons,[19] die nicht verwirklicht wurde
- die geplante Camden Highline in London[20]
- die Parkschneise am ehemaligen Bahnhof München Olympiastadion[21]
- der Parkbogen Ost in Leipzig[22]
- die vom Kölner Architekten Paul Böhm geplante Umgestaltung des Kölner Bahnnetzes inklusive schienenfreier Umgestaltung der Hohenzollernbrücke zur öffentlichen Parkanlage (Projekt "neue mitte köln")